# Салла — Куусамо

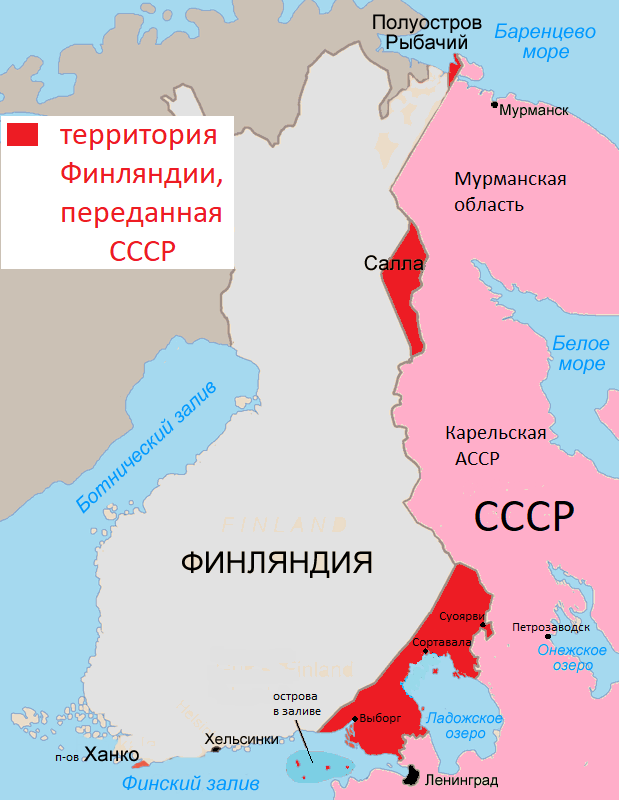
Восточная половина уезда Салла после присоединения к СССР в 1940 г. и, повторно, в 1944 гг.

Са́лла — Ку́усамо (фин. Sallan–Kuusamon alue) — один из участков территории, которую Финляндия передала СССР по завершении советско-финляндской войны весной 1940 года согласно Московскому мирному договору. Участок состоял из восточных частей двух общин — Салла и Куусамо.

## Салла
От общины Салла к СССР отошла территория (так называемая Старая Салла, фин. Vanha Salla) площадью около 5000 км². Она включала село Салла, а также деревни Корья, Куолоярви, Алакуртти, Юлякуртти, Лампела, Туутиярви, Вуориярви, Саллансуу и Соваярви. Также на территории находился заповедник Кутса, основанный в 1938 году (в 1994 году администрация Мурманской области создала на его месте природный заказник Кутса), горы Лейпатунтури (530 м) и Нуорунен (576 м).

## Куусамо
От общины Куусамо к СССР отошла территория площадью 1700 км², на которой проживало около 2100 жителей. Там находились деревни Эноярви, Кенттикюля, Паанаярви, Пукари, Таваярви и Ватаярви. Паанаярви была самой значительной из них.

## История
В ходе Советско-финляндской войны (1939—1940) советские войска смогли прорвать линию финской обороны у восточной границы уезда и продвинулись вглубь финской территории, но битва при Салле, закончившаяся ничьей, остановила их дальнейшее продвижение. Тем не менее, прорыв имел важное стратегическое значение, так как удалил Финляндию от железной дороги, связывавшей Мурманск с Ленинградом, а также от выхода в Кандалакшский залив Белого моря. Помимо этого, советским войскам удалось взять под контроль стратегически важную вершину Лейпатунтури, которая является самым высоким горным пиком между Приботнией и Кандалакшским заливом (высота — 530,5 метров над уровнем моря).
После подписания 12 марта 1940 года Московского договора вся территория Салла — Куусамо решением VI сессии Верховного Совета СССР от 31 марта 1940 года вошла в состав Карельской АССР, которая была преобразована в Карело-Финскую ССР.
Руководством Карело-Финской ССР территория присоединена к Кестеньгскому району. Указом президиума Верховного Совета Карело-Финская ССР от 27 июля 1940 года в Кестеньгском районе образовано 3 новых сельсовета: Алакуртинский, Кайральский и Куолаярвский.
С началом в 1941 году Великой Отечественной войны (советско-финской войны (1941—1944)) войска Финляндии заняли территорию Салла — Куусамо. В 1944 году по условиям Московского перемирия участок Салла — Куусамо снова был закреплён за СССР, вернувшись административно в состав Кестеньгского района Карело-Финской ССР.
В 1953 году в состав Мурманской области был передан Алакуртти, а затем в 1955 году и Куолоярви. В состав Мурманской области вошли 8 населённых пунктов: Корья (Korja/Korya), Куолоярви (Kuolajärvi/Kuoloyarvi), Куртти (Kurtti), Лампела (Lampela), Саллансуу (Sallansuu), Соваярви (Sovajärvi), Туутиярви (Tuutijärvi) и Вуориярви (Vuorijärvi/Vuoriyarvi).